# Уюм
Ую́м (каз. Ұйым) — село у складі Сарисуського району Жамбильської області Казахстану. Входить до складу Жанаталапського сільського округу.
Населення — 838 осіб (2021; 645 у 2009, 1094 у 1999, 1095 у 1989).